# 2016 스타크래프트 II 크로스 파이널 시즌 2
 2016 스타크래프트 II 크로스 파이널 시즌 2(2016 Starcraft II Cross Final Season 2)는 SPOTV GAMES가 주최, 주관하고 블리자드 엔터테인먼트가 후원하는 스타크래프트 II 월드 챔피언십 시리즈 대회이다.

## 개요
- 주최, 주관 : SPOTV GAMES
- 중계 : SPOTV GAMES, 아프리카 TV
- 후원 : 블리자드 엔터테인먼트
- 스폰서 캐치프레이즈 : -
- 부제 : -
- 맵 : 뉴 게티즈버그, 프로스트, 어스름 탑, 얼어붙은 사원, 세종 과학 기지
- 기간 : 2016년 9월 25일
- 시간 : 오후 2시 ~
- 경기장 : 넥슨 아레나
- 중계진 : 유대현, 황영재, 박진영, 고인규

## 특이사항
- 스타크래프트 II 스타리그 2016 시즌 2 우승자 강민수와 준우승자 박령우, 2016 핫식스 글로벌 스타크래프트 II 리그 시즌 2 우승자 변현우와 준우승자 김유진이 해당 대회에 참여.
- 각 리그 우승자와 준우승자가 팀을 이루어 대결하는 집정관 모드와 개인 대전으로 진행하는 1:1 토너먼트로 대회를 진행.

## 대진표
| 집정관 모드 | 집정관 모드              | 집정관 모드                 |
| ----------- | ------------------------ | --------------------------- |
| 리그        | 스타크래프트 II 스타리그 | 글로벌 스타크래프트 II 리그 |
| 선수        | 강민수 박령우            | 변현우 김유진               |
| 승패        | 승                       | 패                          |

|  | 준결승전 | 준결승전 |        |   | 결승전 | 결승전 |
|  |          |          |        |   |        |        |
|  |          |          |        |   |        |        |
|  |          |          |        |   |        |        |
|  | 강민수   | 3        |        |   |        |        |
|  | 강민수   | 3        |        |   |        |        |
|  | 김유진   | 1        |        |   |        |        |
|  | 김유진   | 1        | 강민수 | 2 |        |        |
|  |          |          | 강민수 | 2 |        |        |
|  |          | 박령우   | 3      |   |        |        |
|  | 변현우   | 박령우   | 3      | 2 |        |        |
|  | 변현우   |          |        | 2 |        |        |
|  | 박령우   | 3        |        |   |        |        |
|  | 박령우   | 3        |        |   |        |        |

## 대회 최종 결과

### 집정관 모드
| 우승           |
| -------------- |
| 강민수, 박령우 |
| 획득 상금      |
| 5,000,000원    |

### 1:1 대전
| 대회 순위 | 해당 선수 | 획득 상금    | 획득 WCS 포인트 |
| 우승      | 박령우    | 20,000,000원 | 1000포인트      |
| 준우승    | 강민수    | 5,000,000원  | 0포인트         |